# Hellyethira veruta
Hellyethira veruta är en nattsländeart som beskrevs av Wells 1985. Hellyethira veruta ingår i släktet Hellyethira och familjen smånattsländor. Inga underarter finns listade i Catalogue of Life.